# Avril 1808

## Événements
- 6 avril, États-Unis : l'American Fur Company ou Compagnie Américaine des Fourrures est fondée par John Jacob Astor.
- 19 avril : Ferdinand VII, escorté par Savary se rend à Bayonne. Napoléon lui propose la Toscane le lendemain[1].
- 30 avril : entrevue de Bayonne[2]. À l’issue d’une sordide querelle, Ferdinand restitue la couronne à son père, puis part en captivité à Valençay (10 mai). Charles IV est contraint par Napoléon de lui remettre la couronne (il mourra en Italie). L’empereur la donne à son frère aîné Joseph (6 juin), roi de Naples, décision approuvée par une assemblée de notables espagnols réunie à Bayonne (7 juillet)[1]. Les colonies refusent de le reconnaître, ce qui aboutit à une autonomie de fait.

## Naissances
- 16 avril : Amaury-Duval, peintre français († 25 décembre 1885).
- 20 avril : Louis-Napoléon Bonaparte, président de la République († 9 janvier 1873).

## Décès
- 1er avril : Jean-Baptiste Dubois de Jancigny (né en 1752), juriste et agronome français.
- 15 avril : Hubert Robert, peintre et graveur français (° 22 mai 1733).